# Washburn
 Denne artikel omhandler guitarfabrikanten Washburn. Opslagsordet har også en anden betydning, se Washburn, North Dakota.
Washburn er en amerikansk producent. Washburn blev oprettet i 1883 i Chicago i staten Illinois. Washburn laver både guitarer, banjoer og basser.